# Włochy na Zimowych Igrzyskach Olimpijskich 1956
Włochy na Zimowych Igrzyskach Olimpijskich 1956 reprezentowało 65 zawodników: 53 mężczyzn i 12 kobiet. Był to siódmy start reprezentacji Włoch na zimowych igrzyskach olimpijskich.

## Zdobyte medale
| Medal  | Zawodnik                                                      | Dyscyplina | Konkurencja      | Rezultat    |
| ------ | ------------------------------------------------------------- | ---------- | ---------------- | ----------- |
| Złoto  | Lamberto Dalla Costa, Giacomo Conti                           | Bobsleje   | dwójki mężczyzn  | 5:30,14 min |
| Srebro | Eugenio Monti, Renzo Alverà                                   | Bobsleje   | dwójki mężczyzn  | 5:31,45 min |
| Srebro | Eugenio Monti, Ulrico Girardi, Renzo Alverà, Renato Mocellini | Bobsleje   | czwórki mężczyzn | 5:12,10 min |

## Skład kadry

### Biegi narciarskie
Mężczyźni
| Zawodnik                                                                | Konkurencja        | czas                     | Pozycja                  |
| ----------------------------------------------------------------------- | ------------------ | ------------------------ | ------------------------ |
| Ottavio Compagnoni                                                      | Bieg na 15 km      | 51:42,0                  | 11.                      |
| Federico De Florian                                                     | Bieg na 15 km      | 52:48,0                  | 17.                      |
| Pompeo Fattor                                                           | Bieg na 15 km      | 53:45,0                  | 24.                      |
| Innocenzo Chatrian                                                      | Bieg na 15 km      | 53:46,0                  | 25.                      |
| Federico De Florian                                                     | Bieg na 30 km      | 1:49:16,0                | 13.                      |
| Arrigo Delladio                                                         | Bieg na 30 km      | 1:54:27,0                | 24.                      |
| Camillo Zanolli                                                         | Bieg na 30 km      | 1:54:42,0                | 26.                      |
| Ottavio Compagnoni                                                      | Bieg na 30 km      | Nie ukończył konkurencji | Nie ukończył konkurencji |
| Vigilio Mich                                                            | Bieg na 50 km      | 3:11:59,0                | 16.                      |
| Gianni Carrara                                                          | Bieg na 50 km      | 3:14:39,0                | 17.                      |
| Gioacchino Busin                                                        | Bieg na 50 km      | 3:21:50,0                | 21.                      |
| Battista Mismetti                                                       | Bieg na 50 km      | 3:23:15,0                | 23.                      |
| Pompeo Fattor Ottavio Compagnoni Innocenzo Chatrian Federico De Florian | Sztafeta 4 × 10 km | 2:23:28,0                | 5.                       |

Kobiety
| Zawodnik                                    | Konkurencja       | czas      | Pozycja |
| ------------------------------------------- | ----------------- | --------- | ------- |
| Ildegarda Taffra                            | Bieg na 10 km     | 42:51,0   | 23.     |
| Rita Bottero                                | Bieg na 10 km     | 44:03,0   | 30.     |
| Fides Romanin                               | Bieg na 10 km     | 44:17,0   | 31.     |
| Anita Parmesani                             | Bieg na 10 km     | 47:37,0   | 37.     |
| Fides Romanin Rita Bottero Ildegarda Taffra | Sztafeta 3 × 5 km | 1:16:11,0 | 8.      |

### Bobsleje
Mężczyźni
| Osada | Zawodnik                                                         | Konkurencja | Ślizg 1 | Ślizg 2 | Ślizg 3 | Ślizg 4 | Łącznie | Pozycja |
| ----- | ---------------------------------------------------------------- | ----------- | ------- | ------- | ------- | ------- | ------- | ------- |
| ITA-1 | Lamberto Dalla Costa Giacomo Conti                               | Dwójki      | 1:22,00 | 1:22,45 | 1:22,95 | 1:22,74 | 5:30,14 | złoto   |
| ITA-2 | Eugenio Monti Renzo Alverà                                       | Dwójki      | 1:22,73 | 1:22,53 | 1:23,37 | 1:22,82 | 5:31,45 | srebro  |
| ITA-1 | Dino De Martin Giovanni De Martin Giovanni Tabacchi Carlo Da Pra | Czwórki     | 1:18,10 | 1:18,65 | 1:18,50 | 1:19,41 | 5:14,66 | 5.      |
| ITA-2 | Eugenio Monti Ulrico Girardi Renzo Alverà Renato Mocellini       | Czwórki     | 1:17,69 | 1:17,97 | 1:18,13 | 1:18,31 | 5:12,10 | srebro  |

### Hokej na lodzie
Reprezentacja mężczyzn
| - Vittorio Bolla - Giuliano Ferraris - Carmine Tucci - Carlo Montemurro - Aldo Federici - Mario Bedogni - Bernardo Tomei - Giovanni Furlani |  | - Giampiero Branduardi - Aldo Maniacco - Ernesto Crotti - Giancarlo Agazzi - Gianfranco Darin - Reno Alberton - Giulio Oberhammer - Francesco Macchietto |

Reprezentacja Włoch brała udział w rozgrywkach grupy A zajmując w niej trzecie miejsce, nie awansując do rozgrywek grupy finałowej. W grupie „pocieszenia” zajęła pierwsze miejsce. Ostatecznie reprezentacja Włoch została sklasyfikowana na 7. miejscu.

### Rozgrywki grupowe
Grupa A
| Drużyna | M | Mecze | Mecze | Mecze | Bramki | Bramki | Bramki | Pkt |
| Drużyna | M | W     | R     | P     | +      | -      | +/-    | Pkt |
| ------- | - | ----- | ----- | ----- | ------ | ------ | ------ | --- |
| Kanada  | 3 | 3     | 0     | 0     | 30     | 1      | +29    | 6   |
| Niemcy  | 3 | 1     | 1     | 1     | 9      | 6      | +3     | 3   |
| Włochy  | 3 | 0     | 2     | 1     | 5      | 7      | -2     | 2   |
| Austria | 3 | 0     | 1     | 2     | 2      | 32     | -30    | 1   |

Wyniki
| 26 stycznia 1956 | Włochy | 2:1 | Austria | Olympic Ice Stadium |

| Godzina: 19:00 |  |  |  | Sędzia główny: Hauser Sędziowie liniowi: Johannesen |

| 27 stycznia 1956 | Niemcy | 2:2 | Włochy | Olympic Ice Stadium |

| Godzina: 19:00 |  |  |  | Sędzia główny: Starowoitow Sędziowie liniowi: Kanunnik |

| 28 stycznia 1956 | Kanada | 3:1 | Włochy | Olympic Ice Stadium |

| Godzina: 21:30 |  |  |  | Sędzia główny: Unger Sędziowie liniowi: Johannessen |

### Tabela końcowa

#### Grupa pocieszenia
| Drużyna    | M | Mecze | Mecze | Mecze | Bramki | Bramki | Bramki | Pkt | Uwagi |
| Drużyna    | M | W     | R     | P     | +      | -      | +/-    | Pkt | Uwagi |
| ---------- | - | ----- | ----- | ----- | ------ | ------ | ------ | --- | ----- |
| Włochy     | 3 | 3     | 0     | 0     | 21     | 7      | +14    | 6   |       |
| Polska     | 3 | 2     | 0     | 1     | 12     | 10     | +2     | 4   |       |
| Szwajcaria | 3 | 1     | 0     | 2     | 12     | 18     | -6     | 2   |       |
| Austria    | 3 | 0     | 0     | 3     | 9      | 19     | -10    | 0   |       |

Wyniki
| 1 lutego 1956 | Austria | 2:8 | Włochy | Olympic Ice Stadium |

| Godzina: 19:00 |  |  |  | Sędzia główny: Tencza Sędziowie liniowi: Johannesen |

| 2 lutego 1956 | Szwajcaria | 3:8 | Włochy | Olympic Ice Stadium |

| Godzina: 12:00 |  |  |  | Sędzia główny: Lecompte Sędziowie liniowi: Unger |

| 3 lutego 1956 | Włochy | 5:2 | Polska | Olympic Ice Stadium |

| Godzina: 10:30 |  |  |  | Sędzia główny: Axberg Sędziowie liniowi: Ahlin |

### Kombinacja norweska
Mężczyźni
| Zawodnik        | Konkurencja   | Bieg narciarski | Bieg narciarski | Bieg narciarski | Skoki narciarskie | Skoki narciarskie | Skoki narciarskie | Skoki narciarskie | Skoki narciarskie | Skoki narciarskie | Skoki narciarskie | Skoki narciarskie | Łącznie | Pozycja |
| Zawodnik        | Konkurencja   | Czas biegu      | Pozycja         | Punkty          | Skok 1            | Nota              | Skok 2            | Nota              | Skok 3            | nota              | Punkty            | Pozycja           | Łącznie | Pozycja |
| --------------- | ------------- | --------------- | --------------- | --------------- | ----------------- | ----------------- | ----------------- | ----------------- | ----------------- | ----------------- | ----------------- | ----------------- | ------- | ------- |
| Alfredo Prucker | Indywidualnie | 58:52,0         | 10.             | 201             | 70,0              | 101,0             | 70,0              | 100,0             | 67,0              | 95,0              | 201,0             | 12.               | 431,1   | 8.      |
| Enzo Perin      | Indywidualnie | 1:00:48,0       | 18.             | 196             | 67,0              | 97,5              | 70,0              | 98,5              | 68,0              | 95,5              | 196,0             | 19.               | 418,6   | 20.     |
| Aldo Pedrana    | Indywidualnie | 1:00:36,0       | 15.             | 168             | 60,5              | 85,0              | 58,0              | 79,5              | 60,0              | 83,0              | 168,0             | 35.               | 391,4   | 31.     |

### Łyżwiarstwo figurowe
| Zawodnik       | Konkurencja | Nota   | Pozycja |
| -------------- | ----------- | ------ | ------- |
| Fiorella Negro | Solistki    | 142,31 | 15.     |
| Manuela Angeli | Solistki    | 133,51 | 21.     |

### Łyżwiarstwo szybkie
Mężczyźni
| Zawodnik       | Konkurencja   | Konkurencja   | Konkurencja    | Konkurencja    | Konkurencja    | Konkurencja    | Konkurencja      | Konkurencja      |
| Zawodnik       | Bieg na 500 m | Bieg na 500 m | Bieg na 1500 m | Bieg na 1500 m | Bieg na 5000 m | Bieg na 5000 m | Bieg na 10 000 m | Bieg na 10 000 m |
| Zawodnik       | Czas          | Miejsce       | Czas           | Miejsce        | Czas           | Miejsce        | Czas             | Miejsce          |
| -------------- | ------------- | ------------- | -------------- | -------------- | -------------- | -------------- | ---------------- | ---------------- |
| Guido Citterio | 43,1          | 22.           | 2:16,5         | 27.            |                |                |                  |                  |
| Guido Caroli   | 43,9          | 33.           | 2:20,0         | 42.            |                |                |                  |                  |
| Remo Tomasi    |               |               | 2:22,2         | 48.            | 8:48,3         | 45.            |                  |                  |
| Carlo Calzà    |               |               |                |                | 8:41,1         | 41.            | 18:32,8          | 32.              |
| Paolino Dimai  |               |               |                |                | 8:48,0         | 44.            |                  |                  |

### Narciarstwo alpejskie
Mężczyźni
| Zawodnik          | Konkurencja     | Konkurencja     | Konkurencja   | Konkurencja   | Konkurencja         | Konkurencja              | Konkurencja              | Konkurencja              |
| Zawodnik          | Zjazd           | Zjazd           | Slalom gigant | Slalom gigant | Slalom specjalny    | Slalom specjalny         | Slalom specjalny         | Slalom specjalny         |
| Zawodnik          | Czas            | Pozycja         | Czas          | Pozycje       | Czas 1-go przejazdu | Czas 2-go przejazdu      | Czas łączny              | Pozycja                  |
| ----------------- | --------------- | --------------- | ------------- | ------------- | ------------------- | ------------------------ | ------------------------ | ------------------------ |
| Gino Burrini      | 3:00,2          | 6.              | 3:12,3        | 10.           |                     |                          |                          |                          |
| Bruno Burrini     | 3:02,4          | 9.              | 3:23,1        | 25.           | 1:36,2              | 2:24,2                   | 4:00,4                   | 27.                      |
| Lino Zecchini     | Dyskwalifikacja | Dyskwalifikacja |               |               |                     |                          |                          |                          |
| Paride Milianti   | Dyskwalifikacja | Dyskwalifikacja |               |               | Dyskwalifikacja     | Nie ukończył konkurencji | Nie ukończył konkurencji | Nie ukończył konkurencji |
| Guido Ghedina     |                 |                 | 3:15,6        | 11.           | 1:32,6              | 2:08,1                   | 3:40,7                   | 17.                      |
| Dino Pompanin     |                 |                 | 3:22,4        | 24.           |                     |                          |                          |                          |
| Italo Pedroncelli |                 |                 |               |               | Dyskwalifikacja     | Nie ukończył konkurencji | Nie ukończył konkurencji | Nie ukończył konkurencji |

Kobiety
| Zawodniczka            | Konkurencja | Konkurencja | Konkurencja     | Konkurencja     | Konkurencja         | Konkurencja               | Konkurencja               | Konkurencja               |
| Zawodniczka            | Zjazd       | Zjazd       | Slalom gigant   | Slalom gigant   | Slalom specjalny    | Slalom specjalny          | Slalom specjalny          | Slalom specjalny          |
| Zawodniczka            | Czas        | Pozycja     | Czas            | Pozycja         | Czas 1-go przejazdu | Czas 2-go przejazdu       | Czas łączny               | Pozycja                   |
| ---------------------- | ----------- | ----------- | --------------- | --------------- | ------------------- | ------------------------- | ------------------------- | ------------------------- |
| Giuliana Minuzzo       | 1:47,3      | 4.          | 2:01,5          | 13.             | 56,9                | 59,9                      | 1:56,8                    | 4.                        |
| Carla Marchelli        | 1:47,7      | 6.          |                 |                 |                     |                           |                           |                           |
| Anna Pellissier        | 1:49,7      | 11.         | 2:02,4          | 17.             | 1:01,2              | 1:05,3                    | 2:06,5                    | 16.                       |
| Vera Schenone          | 1:59,2      | 36.         | Dyskwalifikacja | Dyskwalifikacja | 1:05,1              | 1:32,1                    | 2:37,2                    | 29.                       |
| Maria Grazia Marchelli |             |             | 2:05,2          | 28.             |                     |                           |                           |                           |
| Cristina Ebner         |             |             |                 |                 | Dyskwalifikacja     | Nie ukończyła konkurencji | Nie ukończyła konkurencji | Nie ukończyła konkurencji |

### Skoki narciarskie
Mężczyźni
| Skoczek          | Skok 1    | Skok 1 | Skok 2    | Skok 2 | Nota  | Pozycja |
| Skoczek          | odległość | Nota   | odległość | Nota   | Nota  | Pozycja |
| ---------------- | --------- | ------ | --------- | ------ | ----- | ------- |
| Tito Tolin       | 69,5      | 91,0   | 71,5      | 93,5   | 184,5 | 33.     |
| Luigi Pennacchio | 70,5      | 91,0   | 67,5      | 89,5   | 180,5 | 37.     |
| Alfredo Prucker  | 67,5      | 88,0   | 68,5      | 91,5   | 179,5 | 38.     |
| Enzo Perin       | 67,0      | 83,5   | 63,5      | 80,5   | 164,0 | 48.     |